# مافالدا أميرة سافوي

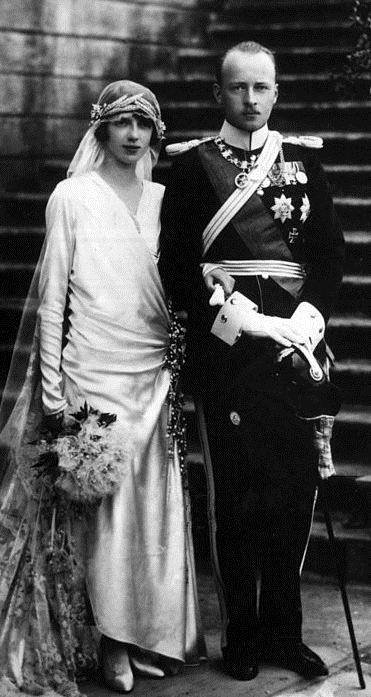
مافالدا أميرة سافوي

مافالدا ماريا إليزابيتا آنا رومانا أميرة سافوي (2 نوفمبر 1902 - 27 أغسطس 1944) كانت الابنة الثانية للملك فيكتور عمانويل الثالث ملك إيطاليا وزوجته إلينا دل مونتينيغرو.